# Comtat de San Diego
El Comtat de San Diego és un comtat localitzat en el sud-oest de l'estat de Califòrnia que confina l'oceà Pacífic i la frontera amb Mèxic. En termes de població, el comtat de San Diego és el tercer de major importància de l'estat. La població del comtat (any 2010) era de 3.095.313 habitants, mentre que la capital és la ciutat de San Diego.

## Història
L'àrea de l'actual comtat de San Diego va ser habitada fa més de 10.000 pels Kumeyaay (també anomenats Diegueño), luiseños, cupeños i cahuilla.
El comtat va començar amb la fundació de la missió de San Diego d'Alcalá el 1769. El 1850, el Comtat de San Diego va ser un dels comtats originals de l'estat de Califòrnia quan aquest es va unir a la Unió. Parts del Comtat van ser dividides per tal de crear el Comtat de Riverside (1893) i el Comtat d'Imperial (1907). Igual que la ciutat del mateix nom, el comtat va ser anomenat així per la badia que fa honor a Diego de Alcalá. Aquest nom havia estat imposat per Sebastian Vizcaíno el 1602.

## Geografia
El comtat de San Diego compta amb una àrea absoluta d'11,721 km² dels quals 10,878 km² són terrestres i 843 km² són coberts per l'aigua. Això vol dir que el 7,20% de l'extensió total del comtat és coberta per l'aigua. La topografia és bastant variada en el comtat. A l'oest hi ha setanta milles de costa. Al nord-est s'hi localitzen muntanyes amb cims nevats, amb el desert de Sonora en l'orient extrem. El parc nacional Cleveland Forrest es troba en el sud-est. El comtat es divideix en dues meitats: el "North County" (la porció nord) és més conservadora i rural.

## Ciutats
- San Diego| Chula Vista| Oceanside| Escondido| El Cajon| Carlsbad| La Mesa| Encinitas| Coronado| National City| Lemon Grove| Imperial Beach| Poway| Solana Beach.

## Aeroport principal
- Aeroport de San Diego/Lindberghfield internacional (SAN)